# 若葉町停留場
若葉町停留場（日语：／ Wakaba-machi teiryūjō */?），又稱若葉町電車站，是位於長崎縣長崎市若葉町，長崎電氣軌道本線的電車站。車站編號為14。

## 歷史
若葉町停留場在1952年（昭和27年）啟用。本線大橋至住吉之間開通2年後啟用。實際啟用日期不詳，在長崎電氣軌道於4月10日發行的社報中，表示電車站在近日預定啟用，車票資訊中記載了於4月22日已經開設。因此電車站啟用日子推定為4月11日至4月21日之間。電車站名稱在公司內招募，據說這個名字來自對和平的渴望。根據社報，入選車站名稱包括了「十字丘」和「綠丘」，另外入選名稱也包括了「平和町」、「青葉町」、「曙町」等。最後電車站名為若葉町，名稱取自電車站所在地長崎市若葉町。電車站當初讀法為「わかばちょう」，在1994年（平成6年）變為「わかばまち」。
在1998年（平成10年），國道206號住吉路口為了解決擁塞，進行了擴寬工程。北邊新設了千歲町停留場，同時此電車站向南遷移140米。

### 年表
- 1952年（昭和27年）4月 - 電車站啟用[1][6]。當時名稱日文讀法為「わかばちょう」[4]。
- 1994年（平成6年）12月22日 - 電車站讀法改為「わかばまち」[4]。
- 1998年（平成10年）5月7日 - 電車站向南遷移約140米[2][4]。

## 電車站構造
電車站是建造在共用行車道上。電車站設有2面2線的低地台相對式月台。東邊為長崎站前方向月台，西邊為赤迫方向月台。赤迫方向月台全長17.5米，以配合巴士站的長度，而長崎站前方向只有一半長度，只可容納1輛電車。因此可以於站內看見電車在信號燈前等候入站的情況。

### 運行系統
此電車站是本線電車站之一。當中1、2、3系統駛入此站。

## 使用狀況
根據「長崎電軌」的調査，以下為1日的上下車人次資料。
- 1998年 - 4,709人[10]
- 2015年 - 3,500人[6]

## 電車站周邊
車站附近設有超級市場和商店。
- 丸玉（日语：佐世保玉屋#マルタマ長崎住吉店）住吉店
- 日產王子長崎販賣（日语：日産プリンス長崎販売）若葉店
- 立花信用金庫（日语：たちばな信用金庫）住吉分店
- Hondarake（日语：ドリーム (企業)）若葉店
- 西博爾德酒店
- OK家居與園藝住吉店

## 巴士路線
電車站附近設有長崎巴士、縣營巴士的「若葉町」巴士站。
- 長崎巴士：住吉、滑石、時津、長與、昭和町方向 - 若葉町 - 大橋、浦上站前、長崎站前、中央橋（日语：中央橋 (長崎市)）、長崎新地（日语：長崎新地ターミナル）方向
- 縣營巴士：滑石、住吉 - 若葉町 - 三原團地、長崎站前、中央橋、長崎東中學·高校（日语：長崎県立長崎東中学校・高等学校）方向

## 相鄰電車站
長崎電氣軌道
本線（■1號系統、□2號系統、■3號系統）
千歲町（13）－若葉町（14）－長崎大學（15）

## 注腳
1. 1 2 3  田栗 & 宮川 2000，第47頁.
2. 1 2 3 4 5 6 7 8  田栗 2005，第57頁.
3. 1 2 3  岡田将平. . 朝日新聞（地方版・長崎） (朝日新聞西部本社). 2016-01-27: 30 （日语）.
4. 1 2 3 4  今尾 2009，第57頁.
5. ↑  . 朝日新聞（地方版・長崎） (朝日新聞西部本社). 1998-05-08 （日语）.
6. 1 2 3  100年史，第124頁.
7. ↑  100年史，第130頁.
8. 1 2  川島 2013，第44頁.
9. ↑  川島 2007，第116頁.
10. ↑  田栗 & 宮川 2000，第45–46頁.